# Pteromicra siskiyouensis
Pteromicra siskiyouensis is een vliegensoort uit de familie van de slakkendoders (Sciomyzidae). De wetenschappelijke naam van de soort is voor het eerst geldig gepubliceerd in 1966 door Fisher and Orth.